# Экранизации произведений Чехова

Экраниза́ции произведе́ний Чехова — фильмография произведений русского писателя А. П. Чехова. Составлена в хронологическом порядке.
Произведения А. П. Чехова были экранизированы впервые в 1909 году в России. В 1914 году вышла первая зарубежная экранизация. Чехов до сих пор остаётся лидером по числу зарубежных экранизаций русской классики: его произведения становились основой для кино- и телефильмов более 300 раз.

## Список
- 1909 — Хирургия (Россия), режиссёр Пётр Чардынин (2 версии: не сохранились)
- 1911 — Роман с контрабасом (Россия), режиссёр Кай Ганзен
- 1912 — Лишённый солнца (Россия), режиссёр Владимир Кривцов (по мотивам рассказа «Пари» и рассказа «Странное пари» Жозефа Рено)
- 1914 — Дочь Альбиона. Беззаконие, режиссёр Борис Глаголин
- 1914 — Три чеховских рассказа / Három Csehov-novella, (Венгрия), режиссёр Шандор Надаш (Венгрия)
- 1915 — Злой мальчик (Россия), режиссёр Пётр Чардынин (фильм не сохранился)
- 1917 — Цветы запоздалые (Россия), режиссёр Борис Сушкевич (фильм сохранился неполностью)
- 1918 — Драма на охоте (Россия), режиссёр Чеслав Сабинский
- 1922 — Шведская спичка (Украина), режиссёр Лесь Курбас (фильм не сохранился)
- 1924 — Конец рода Лунич (СССР), режиссёр Олег Фрелих, по мотивам повести Ненужная победа
- 1926 — Каштанка (СССР), режиссёр Ольга Преображенская
- 1926 — Лишние люди / Überflüssige Menschen, (Германия), режиссёр Александр Разумный
- 1929 — Чины и люди («Чеховский альманах») (СССР), режиссёры Яков Протазанов, Максим Доллер («Анна на шее», «Смерть чиновника», «Хамелеон»)
- 1931 — Скажи это по-фински / Sano se suomeksi, режиссёр Иржо Норта[англ.] (по пьесе «Предложение»)
- 1935 — Подарок / Das Geschenk (Германия), режиссёр Юрген фон Альтен[нем.]
- 1936 — Вишнёвый сад (桜の園), (Япония), режиссёр Минора Мурата[англ.]
- 1938 — Маска (СССР), режиссёр Сергей Сплошнов
- 1938 — Налим (СССР), режиссёр Сергей Сплошнов.
- 1938 — Медведь (СССР), режиссёр Исидор Анненский (дебют в кино)
- 1938 — Медведь / The Bear (ТВ) (Великобритания)
- 1938 — На большой дороге / On the High Road (ТВ) (Великобритания) .
- 1939 — Человек в футляре (СССР), режиссёр Исидор Анненский
- 1939 — Хирургия (СССР), режиссёр Ян Фрид («Хирургия», «Сельские эскулапы»)
- 1944 — Юбилей (СССР), режиссёр Владимир Петров
- 1944 — Свадьба (СССР), режиссёр Исидор Анненский
- 1944 — Летняя буря / Summer Storm, (США), режиссёр Дуглас Сирк (по мотивам «Драмы на охоте»)
- 1945 — Предложение / Marriage Proposal, (ТВ) (США), режиссёр Беулах Захари[англ.]
- 1946 — Предложение / The Proposal (ТВ) (Великобритания)
- 1946 — Мастера сцены (СССР), режиссёр Владимир Юренев (отрывки из I и III действий спектакля «Вишневый сад» в исполнении актёров МХАТа)
- 1947 — Вишнёвый сад /The Cherry Orchard (ТВ) (Великобритания) .
- 1949 — Медведь/Почтовый голубь / The Bear/The Carrier Pigeon (ТВ) (Великобритания)
- 1949 — Роман с контрабасом / Román s basou (мультфильм), (Чехословакия), режиссёр Иржи Трнка
- 1950 — Чайка / The Seagull (ТВ) (Великобритания) (серия BBC Театр воскресным вечером) .
- 1950 — Дядя Ваня / Uncle Vanya), (ТВ) (США), режиссёр Гордон Дафф (Серия Шедевры сцены) .
- 1950 — Медведь / The Boor, (ТВ) (США), режиссёр Марк Даниелс (телесериал Театр Нэш Эйрфлет)
- 1951 — Злой мальчик / Zly chlopiec, (Польша), режиссёр Анджей Вайда.
- 1952 — Каштанка (мультфильм) (СССР) режиссёр Михаил Цехановский
- 1952 — О вреде табака / The Harmfulness of Tobacco (ТВ) (Великобритания)
- 1953 — Беззаконие (СССР), режиссёр Константин Юдин
- 1953 — Толстый и тонкий (СССР) (ТВ), в роли Тонкого Ю.Яковлев)
- 1953 — Медведь, / En bjørn, (ТВ) (Дания), режиссёр Габриэль Аксель
- 1953 — Предложение / Der Heiratsantrag (ТВ), (ГДР), режиссёр Бодо Швейковски
- 1953 — Налим (СССР), режиссёр Алексей Золотницкий (по мотивам рассказов «Налим», «Рыбье дело» и «Из записок вспыльчивого человека»
- 1953 — Занавес вниз / Curtain Down, (ТВ) (США), режиссёр Тони Ричардсон (по рассказу «Актёрская гибель»), (сериал Театр по средам)
- 1953 — Пари / The Bet, режиссёр Жюль Брикен, (ТВ) (США), (Телевизионный театр Форда)
- 1953 — Хороший конец / Happy Ending, (ТВ) (США), режиссёр Рой Келлино[англ.], (Театр звёзд Шпица)
- 1953 — Три сестры / Three Sisters (ТВ) (Великобритания), (BBC Театр воскресным вечером)
- 1953 — Дядя Ваня /Tio Vanya (ТВ) (Бразилия), режиссёр Кассиано Мендес[порт.], (TV de Vanguarda)
- 1953 — Произведение искусства (ТВ) (США), режиссёры Эдди Дэвис, Джон Гиллермин (сериал «Твоя любимая пьеса»)
- 1954 — Анна на шее (СССР), режиссёр Исидор Анненский
- 1954 — Шведская спичка (СССР), режиссёр Константин Юдин
- 1954 — Лебединая песня / En svanesang, (ТВ) (Дания), режиссёр Габриэль Аксель
- 1954 — Медведь / The Bear, (ТВ) (Великобритания), режиссёр Эрик Фоусет
- 1954 — Дамы (СССР), режиссёры Лев Кулиджанов, Генрих Оганесян
- 1954 — На даче (мультфильм) (СССР), режиссёр Григорий Ломидзе
- 1954 — «Свадьба» / Il matrimonio (Италия), режиссёр — Антонио Петруччи[итал.] (по мотивам пьес «Медведь», «Предложение», Свадьба)
- 1954 — Переполох (СССР) — режиссёры Василий Ордынский (дебют режиссёра), Яков Сегель (дебют режиссёра)
- 1954 — Воры / The Robbers (ТВ) (США), режиссёр Эдди Дэвис (сериал «Твоя любимая история»)
- 1954 — Длинный язык. Беззащитное существо. Хирургия / Dlugi jezyk. Bezbronna istota. Chirurgia (ТВ) (Польша), режиссёр Эстера Воднарова (сериал «Телевизионный театр»)
- 1955 — Попрыгунья (СССР), режиссёр Самсон Самсонов (дебют в кино)
- 1955 — Медведь / Der Bär, (ТВ) (ФРГ), режиссёр Питер А. Хорн
- 1955 — Матч под кроватью / Das Streichholz unterm Bett (ТВ) (ФРГ), режиссёр Детлоф Крюгер[нем.]
- 1956 — Невеста (СССР), режиссёры Григорий Никулин (дебют режиссёра), Владимир Шредель
- 1956 — Выигрышный билет (СССР), режиссёр Наталья Рязанцева (дебют в кино) (ТВ)
- 1956 — Чайка / The Seagull (ТВ) (Великобритания), режиссёр Майкл Макован (сериал «Пьеса недели ITV»)
- 1956 — Иванов / Ivanov, (ТВ) (Франция), режиссёр Жан Пра[фр.]
- 1957 — Сапоги (СССР), режиссёр Владимир Немоляев (ТВ)
- 1957 — Предложение / The Proposal (ТВ) (Австралия)
- 1957 — Предложение / Oswiadczyny (ТВ) (Польша), режиссёр Збигнев Кузьминский[пол.] (сериал «Телевизионный театр»)
- 1957 — Предложение / Oswiadczyny (ТВ) (Польша), режиссёр Стефан Древич (сериал «Телевизионный театр»)
- 1957 — Предложение / Prosidba (ТВ) (Югославия), режиссёр Дэниэл Марусич
- 1957 — Между двенадцатью и часом / Zwischen zwölf und eins, (ТВ) (ФРГ), режиссёр Питер А. Хорн
- 1957 — Дядя Ваня (США), режиссёры Франшо Тоун, Джон Гётц
- 1957 — Дядя Ваня / Uncle Vanya (ТВ) (Великобритания) (BBC Театр воскресным вечером)
- 1957 — Лебединая песня / Piesn labedzia (ТВ) (Польша), режиссёр Чеслав Шпакович (сериал «Телевизионный театр)»
- 1958 — Ведьма (СССР), режиссёр Александр Абрамов (дебют режиссёра)
- 1958 — Медведь / O Urso, (ТВ) (Португалия) режиссёр Артур Рамуш[порт.] (дебют в кино)
- 1958 — Юбилей в банке / O Aniversário do Banco, (ТВ) (Португалия), режиссёр Артур Рамуш[порт.] (ТВ) (Португалия) (Юбилей)
- 1958 — О вреде табака / Os Malefícios do Tabaco ((ТВ), (Португалия), режиссёр Fernando Frazão
- 1958 — Мститель /Osvetnik, (мультфильм) (Югославия), режиссёр Душан Вукотич
- 1958 — Вишнёвый сад / The Cherry Orchard, режиссёр Харольд Клейтон (ТВ) (Великобритания) (Телевизионный всемирный театр)
- 1958 — Человек в футляре / O Homem do Estojo (ТВ) (Бразилия), режиссёр Силас Роберг
- 1959 — Произведение искусства (СССР), режиссёр Марк Ковалёв (дебют в кино)
- 1959 — Егерь (СССР), режиссёр Герман Ливанов
- 1959 — Либерал (СССР), режиссёр Михаил Ершов
- 1959 — Пересолил (мультфильм) (СССР), режиссёр Владимир Дегтярёв
- 1959 — Предложение / The Proposal) (ТВ) (Великобритания)
- 1959 — Чайка[англ.] (ТВ) (Австралия)
- 1959 — Чайка / Måsen (ТВ) (Швеция), режиссёр Бенгт Экерот[нем.]
- 1959 — Вишнёвый сад / Der Kirschgarten (ТВ) (ФРГ), режиссёр Хайнц Хилперт[нем.]
- 1959 — Вишнёвый сад / The Cherry Orchard (США) (ТВ), режиссёр Даниэль Петри[англ.] (сериал «Спектакль недели»)
- 1959 — Три сестры / Tre sorelle (ТВ), (Италия), режиссёр Клаудио Фино[итал.]
- 1959 — Три сестры / Tre søstre (ТВ) Дания, режиссёр Инге Хвид-Мёллер[дат.]
- 1959 — Медведь / Der Bär (ТВ) (ФРГ) режиссёры Курт Хорвиц[нем.], Элизабет Керн
- 1959 — Человек в футляре / Covjek u futroli (ТВ) (Югославия), режиссёр Дэниэл Марусич[сербохорв.]
- 1959 — Палата № 6 / Ward No. Six (ТВ) (Канада), режиссёр Харви Харт[англ.] (сериал «Фолио»)
- 1959 — «Три стрелы Амура»[серб.] (ТВ, Югославия), режиссёр Йован Коньович[серб.]
- 1960 — Враги (СССР), режиссёр Юрий Егоров
- 1960 — Три рассказа Чехова («Ванька», «Анюта», «Месть») (СССР), режиссёры Мери Анджапаридзе (дебют в кино), Эдуард Бочаров, Ирина Поплавская
- 1960 — Драма (СССР), режиссёр Герман Ливанов
- 1960 — Дама с собачкой (СССР), режиссёр Иосиф Хейфиц
- 1960 — Дом с мезонином (СССР), режиссёр Яков Базелян
- 1960 — Предложение / Der Heiratsantrag (ТВ) (ФРГ), режиссёры Курт Хорвитц[нем.], Элизабет Керн
- 1960 — Мастер короткого рассказа / Novellin ja näytelmän mestari (ТВ) (Финляндия) (по пьесе «Чайка)», режиссёр Мирьям Химберг[фин.]
- 1960 — Три сестры / Les trois soeurs (ТВ) (Франция), режиссёр Жан Пра[фр.]
- 1960 — Медведь / Björnen (ТВ) (Швеция), режиссёр Ганс Абрамсон[фр.]
- 1960 — Трагик поневоле / Tragiker mot sin vilja (ТВ) (Финляндия), режиссёры Лео Головин, Карл Местертон[фин.]
- 1961 — Дуэль (СССР), режиссёры Татьяна Березанцева, Лев Рудник
- 1961 — Пёстрые рассказы (ТВ) (СССР), режиссёры Максим Руф, Николай Акимов
- 1961 — Свадьба / A Wedding (ТВ) (Великобритания) режиссёр Розмари Хилл
- 1961 — Бедный человек / Siromasni mali ljudi (ТВ) (Югославия), режиссёр Мира Троилович (дебют в кино)
- 1961 — Медведь / Medved (Чехословакия), режиссёр Мартин Фрич
- 1961 — Медведь / The Boor (ТВ), (Канада)
- 1961 — Юбилей / Le jubilée (ТВ) (Франция), режиссёр Жан-Пьерр Маршан[фр.]
- 1961 — К сведению мужей / For the Information of Husbands (ТВ) (Канада)
- 1961 — Дачники / Huvila-asukas (ТВ) (Финляндия), режиссёры Сакари Юркка и Каарло Хилтунен[фин.]
- 1961 — Три сестры / The Three Sisters (ТВ) (Канада), режиссёр Марио Призек (сериал «Фестиваль»)
- 1961 — Иванов / Ivanov (ТВ) (Великобритания), режиссёр Генри Каплан[англ.] (сериал «Пьеса недели ITV»)
- 1961 — Молчание (ТВ) (США), режиссёр Борис Сагал (сериал Сумеречная зона (по мотивам рассказа «Пари»
- 1961 — Хирургия / Hirurgija (ТВ) (Югославия), режиссёр Славолюб Стефанович-Раваси
- 1961 — Смерть чиновника / Smierc urzednika (Польша), режиссёр Абдул Халик
- 1962 — Степь ((Италия, Франция, Югославия), (режиссёр Альберто Латтуада)
- 1962 — Вишнёвый сад / The Cherry Orchard (ТВ), (Великобритания), режиссёр Майкл Эллиот[англ.]
- 1962 — Ведьма / Noita (Финляндия), режиссёры Эско Элстеля[фин.], Юкка Сипиля[фин.]
- 1962 — Месть / Die Rache (ТВ) (ФРГ), режиссёр Райнер Эрлер
- 1962 — Юбилей / Das Jubiläum (ТВ) (ФРГ), режиссёр Петер Цадек
- 1962 — Дядя Ваня / Oncle Vania (ТВ) (Франция), режиссёр Стеллио Лоренци[фр.]
- 1962 — Невидимые миру слёзы / Slzy, které svet nevidí (Чехословакия), режиссёр Мартин Фрич
- 1962 — Инкогнито / Incognito (ТВ) (Бельгия)
- 1962 — Медведь / Karhu (ТВ) (Финляндия), режиссёры Эмми Юркка, Паули Виртанен[фин.]
- 1963 — Ночь Террора / Die Nacht der Schrecken (ТВ) (ФРГ), режиссёр Рольф фон Зидов[нем.] (по рассказу «Страшная ночь»)
- 1963 — Вспыльчивый молодой человек (ТВ) (ФРГ), режиссёр Райнер Эрлер
- 1963 — Три лика страха / I tre volti della paura (Италия, Франция), режиссёр Марио Бава (первая новелла фильма «Телефон» является вольной интерпретацией рассказа «Страшная ночь»)
- 1963 — Вишнёвый сад / Der Kirschgarten (ТВ) (ГДР), режиссёр Вольфганг Хайнц
- 1963 — Вишнёвый сад / De kersentuin (ТВ) (Нидерланды), режиссёр Вилли ван Хемерт[англ.]
- 1963 — Чайка / Die Möwe (ТВ) (ФРГ), режиссёр Вольфганг Глюк[нем.]
- 1963 — Чайка / Die Möwe (ТВ) (ФРГ), режиссёр Богумил Херличка[нем.]
- 1963 — Дядя Ваня /Uncle Vanya (Великобритания), режиссёр Стюарт Бёрдж
- 1963 — Дядя Ваня / Onkel Vanja (ТВ) (Норвегия), режиссёр Герхард Кнооп[норв.]
- 1963 — Дядя Ваня / Tío Vania (ТВ) (Испания) (сериал «Первый ряд»)
- 1963 — Три сестры / Drei Schwestern (ТВ) (ФРГ), режиссёр Петер Бове[нем.]
- 1963 — Три сестры / Les trois soeurs (ТВ) (Канада), режиссёр Пол Блоуин[фр.]
- 1963 — Три сестры / Three Sisters (ТВ) (Великобритания), режиссёр Джоан Кемп-Велч[англ.]
- 1963 — Ставка / A Aposta (ТВ) (Португалия), режиссёр Нуно Фрадикве[порт.]
- 1963 — Контрабас / La contrebasse (Франция), режиссёр Морис Фаскель (дебют в кино) («Роман с контрабасом»)
- 1963 — Дуэль / he Duel (ТВ) (Великобритания), режиссёр Чарльз Джэрротт (сериал «Фестиваль»)
- 1963 — Палата № 6 / Ward Number Six (ТВ) (Великобритания), режиссёр Ян Макнотон[англ.] (сериал «Телеистории»)
- 1963 — Свадьба / La Boda (ТВ) (Испания) (сериал «Студия 3»)
- 1963 — Медведь / En bjørn (ТВ) (Дания), режиссёр Могенс Брикс-Педерсен[дат.]
- 1964 — Аптекарша (СССР), режиссёр Станислав Говорухин (дебют в кино)
- 1964 — Чайка (ТВ) (СССР), режиссёр Александр Белинский (телеспектакль Ленинградского ТВ)
- 1964 — Дуэль / Das Duell (ТВ) (ФРГ), режиссёр Ханс Швайкарт[нем.]
- 1964 — Три сестры, режиссёр Самсон Самсонов
- 1964 — Контрабас / Die Baßgeige (ТВ) (ФРГ), режиссёр Вольфганг Либенайнер («Роман с контрабасом»)
- 1964 — О вреде табака / Over de schadelijkheid van tabak (ТВ) (Бельгия)
- 1964 — Иванов / Ivanov (Чехословакия), режиссёр Иозеф Будский
- 1964 — Правосудие в Воровогорске / Gerechtigkeit in Worowogorsk (ТВ) (ФРГ), режиссёр Дитрих Хаугк[нем.] (по мотивам рассказов «Из огня да в полымя», «Случай из судебной практики» и др.)
- 1964 — Дядя Ваня / Onkel Wanja (ТВ) (ГДР), режиссёр Гельмут Шиманн[нем.]
- 1964 — Дядя Ваня / Uncle Vanya (ТВ) (Канада), режиссёр Дэвид Гарднер (сериал «Фестиваль»)
- 1964 — Мать / Een moeder (ТВ) (Бельгия)
- 1964 — Медведь / L’ours (ТВ) (Франция), режиссёр Абдер Искер[фр.]
- 1964 — Свадьба / La demande en mariage (ТВ), (Франция), режиссёр Абдер Искер[фр.]
- 1964 — Свадьба / De bruiloft (ТВ) (Бельгия), режиссёр Люк Филипс[нидерл.]
- 1964 — Лебединая песня / Zwanezang (ТВ), (Нидерланды), режиссёр Ян Ретель[нидерл.]
- 1964 — Лебединая песня / El canto del cisne (ТВ) (Испания), режиссёр Габриэль Ибаньес (сериал «Студия 3»)
- 1964 — Попрыгунья / Der Seitensprung (ФРГ), режиссёр Райнер Эрлер
- 1964 — Лето — осень / Ein Sommer — ein Herbst (ТВ) (ФРГ), режиссёр Том Тёлле[нем.] (рассказ «Попрыгунья»)
- 1964 — Карта (СССР), режиссёр Роллан Сергиенко (по рассказу «Вист»)
- 1964 — Тысяча и одна страсть / Tisucu i jedna strast (ТВ) (Югославия), режиссёр Звонимир байшич[хорв.] (по рассказу «Тысяча и одна страсть или страшная ночь»)
- 1964 — Хулиган / The Hooligan (ТВ) (США), режиссёр Льюис Майлстоун (по пьесе «Медведь)» (сериал «Шоу Ричарда Буна»).
- 1964 — Платонов / Platonov (ТВ) (Испания), режиссёр Густаво Перес Пуч[исп.] (по пьсе «Безотцовщина») (сериал «Первый ряд»)
- 1964 — Ставка / A Aposta (ТВ) (Португалия), режиссёр Nuno Fradique
- 1965 — Учитель словесности (СССР), режиссёры Иосиф Раевский, Алина Кузьмина, Юрий Щербаков
- 1965 — Лебединая песня (СССР), режиссёр Юрий Могилевцев
- 1965 — Лебединая песня / Joutsenlaulu (ТВ) (Финляндия), режиссёр Хелке Сандер[нем.]
- 1965 — Медведь / Der Bär (ТВ) (ГДР), режиссёр Вольфганг Лангхофф.
- 1965 — Дядя Ваня — сцены из сельской жизни / Onkel Wanja — Szenen aus dem Landleben (ТВ) (ФРГ), режиссёр Петер Бове[нем.]
- 1965 — Шведская спичка (ТВ) (Венгрия), режиссёр Шандор Сёньи
- 1965 — Шведская спичка / Ruotsalainen tulitikku (ТВ) (Финляндия), режиссёр Мауно Хивёнен[нем.]
- 1965 — Шведская спичка / La cerilla sueca (ТВ) (Испания), (сериал «Новелла»)
- 1965 — Юбилей / Jubileet (ТВ) (Норвегия), режиссёр Ян Булл[англ.]
- 1965 — Магистраль / Valtatiellä (ТВ) (Финляндия), режиссёр Вейкко Керттула[фин.] (по пьесе «На большой дороге»)
- 1965 — Младенец / Kapalolapsi (ТВ) (Финляндия), режиссёр Мауно Хивёнен[фин.]
- 1965 — Предложение / Prosidba (ТВ) (Югославия), режиссёр Дэниэл Марусич
- 1965 — Аптекарша / La pharmacienne (Франция), режиссёры Серж Анин[фр.], Жани Ольт
- 1966 — В городе С. (СССР) (Реж. И. Хейфиц; Ленфильм) (по рассказу «Ионыч»)
- 1966 — Душечка (СССР), режиссёр Сергей Колосов
- 1966 — Шуточка (СССР), режиссёр Андрей Смирнов
- 1966 — Долг есть долг / Pflicht ist Pflicht (ТВ) (ФРГ), режиссёр Ханс-Дитер Шварце[нем.]
- 1966 — О вреде табака / Om tobakens skadlighet (ТВ) (Швеция), режиссёр Бернт Калленбо[швед.]
- 1966 — О вреде табака (фильм / Om tobakkens skadelige virkninger (ТВ) (Дания), режиссёр Габриэль Аксель
- 1966 — Трагик поневоле / Tragiker mot sin vilja (ТВ) (Швеция), режиссёр Бернт Калленбо[швед.]
- 1966 — Чайка / Lokki (ТВ) (Финляндия), режиссёры Энно Калима, Хеймо Паландер
- 1966 — Чайка / La mouette (ТВ) (Франция), режиссёр Гилберт Пино[фр.]
- 1966 — Чайка / The Seagull (ТВ) (Великобритания), режиссёр Алан Кук[англ.] (сериал «Театр 625»)
- 1966 — Три сестры / The Three Sisters (США), режиссёр Пол Богарт[англ.]
- 1966 — Три сестры / Drei Schwestern (ТВ) (ФРГ), режиссёры Мартин Бэтти, Рудольф Нольте[нем.]
- 1966 — Лебединая песня / En svanesang (ТВ) (Норвегия), режиссёр Сверр Хансен[норв.]
- 1966 — Хирургия / Chirurgie (ТВ) (Нидерланды)
- 1966 — Вишнёвый сад / Der Kirschgarten (ТВ) (ФРГ), режиссёр Петер Цадек
- 1966 — Вишнёвый сад / La cerisaie (ТВ) (Франция), режиссёр Жан-Поль Сасси[фр.]
- 1966 — Иванов / Ivanov (ТВ) (Великобритания), режиссёр Грэхем Эванс (сериал «Пьеса недели ITV»)
- 1966 — Предложение / Frieriet (ТВ) (Дания), режиссёр Габриэль Аксель
- 1967 — Крыжовник (СССР) (ТВ), режиссёры Леонид Пчёлкин, Всеволод Платов, Лидия Ишимбаева
- 1967 — Медведь / De beer (ТВ) (Бельгия), режиссёр Люк Филипс[нидерл.]
- 1967 — Шведская спичка / Das schwedische Zündholz (ТВ) (ФРГ), режиссёр Герхард Клингенберг[нем.]
- 1967 — Кузнечик / La cigale (ТВ) (Франция), режиссёр Гай Лессертиссье (по рассказу «Попрыгунья»)
- 1967 — Дядя Ваня / Uncle Vanya (ТВ), (Великобритания), режиссёр Лоренс Оливье (сериал Пьеса месяца BBC)
- 1967 — Дядя Ваня / Onkel Vanja (ТВ) (Швеция), режиссёр Йохан Бергенстрале[швед.]
- 1967 — Табак вреден / Tupakan vahingollisuudesta (ТВ) (Финляндия), режиссёр Eila Arjoma
- 1967 — Три года / Drei Jahre (ТВ) (ФРГ), режиссёр Эберхард Иценплиц[нем.]
- 1967 — Этот Платонов / Dieser Platonow… (ТВ) (ФРГ), режиссёр Освальд Дёпке[нем.] (по пьесе «Безотцовщина»)
- 1967 — Праздник / Nyaralók (ТВ) (Венгрия), режиссёр Эва Журж
- 1967 — Любовь Платонова / Platonov szerelmei (ТВ) (Венгрия), режиссёр Енё Хорват (по пьесе «Безотцовщина»)
- 1967 — Суд (СССР), режиссёр Давид Кочарян
- 1967 — Предложение / Лебединая песня / The Proposal/Swan Song (ТВ) (США) (сериал «Нью-йоркский телевизионный театр»)
- 1967 — Три сестры / Las tres hermanas (ТВ) (Испания) (сериал «Театр всегда)»)
- 1967 — Чайка / La gaviota (ТВ) (Испания), режиссёр Альберто Гонсалес Вергель[исп.] (сериал «Студия 1»)
- 1967 — Инкогнито / Na zaprenou, (ТВ) (Чехословакия), режиссёр Людвик Ража[чеш.]
- 1967 — Уголовник / Zlocinec (ТВ) (Чехословакия), режиссёр Мартин Фрич
- 1968 — Три года (ТВ) (СССР) (реж. Григорий Никулин
- 1968 — Дядя Ваня / Onkel Wanja — Szenen aus dem Landleben (ТВ) (Австрия), режиссёры Вольфганг Лайзовски[нем.], Генрих Шницлер[нем.]
- 1968 — Мститель / De wreker (ТВ) (Бельгия), режиссёр Крис Бетц
- 1968 — Мученик поневоле / Martelaar tegen wil en dank (ТВ) (Бельгия), режиссёр Крис Бетц (по пьесе «Трагик поневоле»)
- 1968 — Драма на охоте / Tragödie auf der Jagd (ТВ) (ФРГ), режиссёр Герхард Клингенберг[нем.]
- 1968 — Чайка / The Sea Gull (Великобритания, США), режиссёр Сидни Люмет
- 1968 — Чайка / De meeuw (ТВ) (Бельгия), режиссёры Джо Дуа, Дре Попп[нем.]
- 1968 — Медведь / Medve (ТВ) (Венгрия), режиссёр Отто Адам
- 1968 — Скучная история. Из записок старого человека (ТВ), режиссёр Павел Резников
- 1968 — Палата № 6 / Paviljon broj VI (ТВ) (Югославия), режиссёр Йоаким Марусич
- 1968 — Если только поезда приходят / If Only the Trains Come (ТВ) (Великобритания), режиссёр Барри Дэвис (по повести «Палата № 6»)
- 1968 — От Чехова с любовью / From Chekhov with Love (Великобритания), режиссёр Билл Тернер
- 1969 — Главный свидетель, режиссёр Аида Манасарова (по рассказам «Бабы», «В Москве на Трубной площади», «Сирена», «В суде»)
- 1969 — Семейное счастье (киноальманах), режиссёры Сергей Соловьёв, Александр Шейн, Андрей Ладынин (по рассказам «От нечего делать», «Нервы», «Мститель» и пьесе «Предложение»)
- 1969 — Цветы запоздалые (фильм-спектакль), режиссёр Анатолий Наль
- 1969 — Экзамен на чин (СССР), режиссёр Геннадий Иванов (дебют в кино)
- 1969 — Случай / Dogadjaj (Югославия), режиссёр Ватрослав Мимица
- 1969 — Шведская спичка / Svedske sibice (ТВ) (Югославия), режиссёр Драголюб Сварч
- 1969 — Чайка / Il gabbiano (ТВ) (Италия), режиссёр Орадзио Коста
- 1969 — Отец / The Father (США), режиссёр Марк Файн
- 1969 — Тоска (СССР), режиссёр Александр Бланк
- 1969 — Гостиница на главной дороге / Krcma na glavnom drumu (ТВ) (Югославия), режиссёр Любомир Драскич (По пьесе «На большой дороге»)
- 1969 — Дядя Ваня / Tío Vania (ТВ) (Испания), режиссёр Франсиско Абад (сериал «Театр всегда»)
- 1969 — Враги / Enemigos (ТВ) (Испания)
- 1969 — Драма / El Drama (ТВ) (Испания), режиссёр Франсиско Абад (сериал «Чеховские рассказы»)
- 1969 — Приданое / La dote (ТВ) (Испания), режиссёр Франсиско Абад (сериал «Чеховские рассказы»)
- 1969 — Вишнёвый сад / El jardín de los cerezos (ТВ) (Испания), режиссёр Альберто Гонсалес Вергель[исп.] (сериал «Студия 1»)
- 1969 — Вишнёвый сад / Kirsebærhaven, (ТВ), (Дания), режиссёр Ханс-Хенрик Краусе[дат.]
- 1970 — Дядя Ваня (СССР), режиссёр Андрей Михалков-Кончаловский
- 1970 — Дядя Ваня / Uncle Vanya (ТВ) (Великобритания), режиссёр Кристофер Морахан[англ.] (сериал BBC Пьеса месяца)
- 1970 — Дядя Ваня[сербохорв.] (ТВ) (Югославия), режиссёр Ежи Антчак
- 1970 — Карусель (ТВ) (СССР), режиссёр Михаил Швейцер (по рассказам «Размазня», «Благодарный», «Циник», «О вреде табака», «Тоска», «Роман с контрабасом», «Поленька» и записным книжкам А. П. Чехова). В 1976 году была создана киноверсия фильма.
- 1970 — Чайка (СССР), режиссёр Юлий Карасик
- 1970 — Драма на охоте (ТВ) (СССР), режиссёр Борис Ниренбург
- 1970 — Цветы запоздалые (СССР), режиссёр Абрам Роом
- 1970 — Вишнёвый сад / Körsbärsträdgården (ТВ) (Швеция), режиссёр Эрнст Гюнтер[швед.]
- 1970 — Вишнёвый сад (фильм) / Der Kirschgarten (ТВ) (ФРГ), режиссёр Рудольф Нольте[нем.]
- 1970 — Вишнёвый сад (фильм) / Visnový sad (ТВ) (Чехословакия)
- 1970 — Три сестры (Великобритания), режиссёры Лоренс Оливье, Джон Сичел[англ.]
- 1970 — Три сестры[англ.] (ТВ) (Великобритания), режиссёр Седрик Мессина[англ.] (сериал «BBC Пьеса месяца)»
- 1970 — Три сестры / Las tres hermanas (ТВ) (Испания), режиссёр Альберто Гонсалес Вергель[исп.] (сериал «Студия 1»)
- 1970 — Медведь / The Bear (ТВ) (Великобритания), режиссёр Рудольф Картье[англ.] (экранизации оперы по мотивам пьесы А. П. Чехова в сериале Music on 2)
- 1970 — Драма в цирульне / Свердловское ТВ (СССР)
- 1971 — На даче (СССР), режиссёр Самуил Гильман
- 1971 — Эти разные, разные, разные лица… (ТВ) (СССР), режиссёры Игорь Ильинский, Юрий Сааков («Смерть чиновника», «Пересолил», «Оратор», «Ночь перед судом», «Дочь Альбиона», «Сапоги», «Хамелеон»)
- 1971 — Дядя Ваня / Vanja-eno (ТВ) (Финляндия), режиссёр Мауно Хивёнен[фин.]
- 1971 — Дядя Ваня / Onkel Vanja (ТВ) (Дания), режиссёр Леон Федер
- 1971 — Дядя Ваня — картинки из сельской жизни / Onkel Wanja — Bilder aus dem Landleben (ТВ) (ФРГ), режиссёры Мартин Бэтти, Вилль Квадфлиг[фин.]
- 1971 — Моя жена / Ma femme (ТВ) (Франция), режиссёр Жан Л’Оте[фр.] (по рассказу «Жена»)
- 1971 — Медведь / Karhu (ТВ) (Финляндия), режиссёр Мирьям Химберг[фин.]
- 1971 — Чайка / Lokki (ТВ) (Финляндия), режиссёр Туйя-Майя Нисканен[фин.]
- 1971 — Иванов / Iwanow (ТВ) (ФРГ), режиссёр Освальд Дёпке[нем.]
- 1971 — Платонов / Platonov (ТВ) (Великобритания), режиссёр Кристофер Морахан[англ.] (сериал BBC Пьеса месяца) (по пьесе «Безотцовщина»).
- 1971 — Вишнёвый сад / The Cherry Orchard (ТВ) (Великобритания), режиссёр Седрик Мессина[англ.] (сериал BBC Пьеса месяца)
- 1971 — Предложение / The Proposal (ТВ) (Великобритания) режиссёр Рудольф Картье[англ.] (сериал «30-минутный театр»)
- 1971 — Дама с собачкой / La dama del perrito (ТВ) (Аргентина), режиссёр Алехандро Дориа[исп.] (сериал «Высокая комедия»)
- 1971 — Шведская спичка / Svédska zápalka (ТВ) (Чехословакия)
- 1971 — Невеста / Die Braut Nadja (ТВ) (ГДР), режиссёр Герд Кейль
- 1972 — Моя жизнь (мини-сериал) (СССР), режиссёры Григорий Никулин, Виктор Соколов
- 1972 — Вишнёвый сад / La cerisaie (ТВ) (Франция), режиссёр (Франция), режиссёр Стеллио Лоренци[фр.]
- 1972 — Четыре портрета / Fire portrætter (ТВ) (Дания), режиссёр Preben Østerfelt (по рассказам «Анюта», «Зиночка» и другие)
- 1972 — Дождь / Kisa (Югославия), режиссёр Младомир «Пуриша» Джорджевич (рассказ «Дама с собачкой»)
- 1972 — Живое / Den levende vare (ТВ) (Дания), режиссёр Preben Østerfelt (по пьесе «Дядя Ваня)»
- 1972 — Сватовство / Kosinta (ТВ) (Финляндия) (по пьесе «Предложение»)
- 1972 — Зиночка / Zinotchka (ТВ) (Великобритания), режиссёр Кристофер Майлз[англ.]
- 1972 — Лебединая песня / The Swan Song (США), режиссёр Клод Вулман
- 1972 — Телевизионный театр Голливуда. Две пьесы Чехова («Медведь», «Свадьба»)(ТВ сериал) (США), режиссёр Рип Торн
- 1972 — Цветы запоздалые / Flores tardías (ТВ) (Испания), (сериал «Одиннадцатый час»)
- 1972 — Чайка / La gaviota (ТВ) (Испания), режиссёр Хосе Антонио Парамо (сериал «Студия 1»)
- 1972 — Чайка / La gaviota (ТВ) (Аргентина), режиссёр Мария Херминия Авельянеда[исп.] (сериал «Высокая комедия»)
- 1972 — Роман с контрабасом / Roman sa kontrabasom (ТВ) (Югославия), режиссёр Здравко Шотра[серб.].
- 1972 — Любимые страницы (ТВ) (СССР), режиссёры Юрий Завадский, Инна Данкман, Александр Шорин (в фильме использован рассказ «Унтер Пришибеев»)
- 1973 — Плохой хороший человек (СССР), режиссёр Иосиф Хейфиц (по повести «Дуэль»)
- 1973 — А. Чехов. Сценки (ТВ) (СССР), режиссёр Георгий Товстоногов («Дорогая собака», «Злоумышленник», «Жених и папенька»).
- 1973 — Егерь (СССР), режиссёр Николай Бурляев (дебют режиссёра в кино)
- 1973 — Несчастье / A Misfortune (ТВ) (Великобритания), режиссёр Кен Лоуч (сериал «Аншлаг»)
- 1973 — Вишнёвый сад Норвегия / Kirsebærhaven (ТВ) (Норвегия), режиссёр Жан Булл[норв.]
- 1973 — Вишнёвый сад (фильм) / O Pomar das Cerejeiras (ТВ) (Португалия), режиссёр Руи Ферран
- 1973 — Яблоки для Евы / Appels voor Eva (ТВ) (Бельгия), режиссёр Ивонн Лекс[нидерл.]
- 1973 — Три сестры / Tre søstre (ТВ) (Норвегия), режиссёр Сверре Уднес[норв.]
- 1973 — Палата № 6 / Paviljon broj VI (ТВ) (Югославия), режиссёр Лучиан Пинтилие
- 1973 — Палата № 6 / La sala número 6 (ТВ) (Испания), режиссёр
- 1973 — Хорошая девочка / Fine Girl You Are (ТВ) (Ирландия), режиссёр Шила Ричардс
- 1973 — Бомбоубежище[англ.] (Индонезия), режиссёр Сюман Джайя[норв.] (по мотивам рассказа «Смерть чиновника»)
- 1973 — Оленька / Olenka (ТВ) (Италия), режиссёр Алессандро Бриссони (рассказ «Душечка»)
- 1973 — В номерах (СССР), режиссёр Павел Резников.
- 1974 — Чайка (ТВ) (СССР), режиссёры Борис Ливанов, Сергей Десницкий, Мария Муат (телеспектакль в постановке МХАТа имени Горького)
- 1974 — Чайка / Die Möwe (ТВ) (ФРГ), режиссёр Петер Цадек
- 1974 — Три сестры / Les trois soeurs (ТВ) (Франция), режиссёр Жан Пра[фр.]
- 1974 — Платонов / Platonov (ТВ) (Португалия), режиссёр Хорхе Листопад[порт.] (по пьесе «Безотцовщина»)
- 1974 — Леший / The Wood Demon (ТВ) (Великобритания), режиссёр Дональд Маквинни[англ.] (сериал BBC Пьеса месяца).
- 1974 — Палата № 6 / Krankensaal 6 (ФРГ), режиссёр Карл Фрухтман[нем.]
- 1974 — Вишнёвый сад / The Cherry Orchard (ТВ) (Австралия), режиссёр Дэвид Звек
- 1974 — Папочка / Taticul (ТВ) (Румыния)
- 1974 — Предложение (фильм / Bracna ponuda (ТВ) (Югославия), режиссёр Димитар Христов
- 1974 — Роман с контрабасом[англ.] (Великобритания), режиссёр Роберт Янг
- 1974 — Психопаты / Psihopati (ТВ) (Югославия), режиссёр Бранко Иванда[сербохорв.]
- 1974 — Бандиты / A gonosztevö (ТВ) (Венгрия), режиссёр Янош Гостони
- 1974 — Дядя Ваня / El Tío Vania (ТВ) (Аргентина) (сериал «Высокая комедия»)
- 1974 — Моё ироническое счастье / Mé ironické stestí (ТВ), (Чехословакия), режиссёр Ева Садкова[чеш.]
- 1975 — Каштанка (СССР), режиссер — Роман Балаян
- 1975 — Произведение искусства / Taiteen tuote (ТВ) (Финляндия), режиссёр Мауно Хивёнен[фин.]
- 1975 — Лебединая песня (СССР), режиссёр Евгений Радомысленский. В ролях: Марк Прудкин — актёр Светловидов; ЕвгенийТетерин — суфлёр
- 1975 — Лебединая песня / Zwanezang (ТВ) (Бельгия), режиссёр Ивонн Лекс[нидерл.]
- 1975 — Анюта / Anjuta (ТВ) (Финляндия), режиссёр Паули Виртанен[фин.]
- 1975 — Дама с собачкой / De dame met het hondje (ТВ) (Бельгия), режиссёр Жан-Пьерр Де Декер[нидерл.]
- 1975 — Чайка / The Seagull (США), режиссёр Джон Десмонд
- 1976 — Театральные истории (ТВ) (СССР), режиссёр Александр Белинский (телеспектакль Лентелефильма по рассказам «Месть», «Юбилей», «Контрабас и флейта», «Критик»)
- 1976 — Вишнёвый сад (ТВ) (СССР), режиссёр Леонид Хейфец.
- 1976 — Ну, публика! (ТВ) (СССР), режиссёр Юрий Кротенко (телеспектакль по ранним рассказам А. П. Чехова)
- 1976 — Творение Господне / Der Herr der Schöpfung (ТВ) (ФРГ), режиссёр Корбиниан Коеберле
- 1976 — Каштанка / Kaštanka (мультфильм) (Чехословакия)
- 1976 — Чайка / Racek (ТВ) (Чехословакия), режиссёр Зденек Калок
- 1976 — Дядя Ваня / El tio Vania (ТВ) (Испания), режиссёр Анхель Гутьеррес (сериал «Студия 1»)
- 1977 — Степь (СССР) режиссёр Сергей Бондарчук; «Мосфильм»
- 1977 — Неоконченная пьеса для механического пианино (СССР) (реж. Н. Михалков; «Мосфильм») (по пьесе «Безотцовщина»)
- 1977 — Смешные люди! (СССР), режиссёр Михаил Швейцер (по мотивам рассказов «В бане», «Невидимые миру слезы», «Разговор человека с собакой», «Певчие», «В цирюльне», «Злоумышленник», «Толстый и тонкий», «Ушла»).
- 1977 — Чеховские страницы (ТВ) (СССР), режиссёры Николай Александрович, Евгений Радомысленский (телеспектакль МХАТа им. М. Горького по одноактным пьесам и рассказам А. П. Чехова: «Канитель», «Лекция о вреде табака», «Юбилей», «Печенег», «Рассказ госпожи N.N.», «Лебединая песня»).
- 1977 — Сапоги всмятку / Нісенітниця (ТВ) (СССР), режиссёр Михаил Ильенко (по мотивам рассказов А. П. Чехова «Сапоги», «Актерская гибель», «После бенефиса» и пьесы «Лебидиная песнь»).
- 1977 — Жена (ТВ) (СССР), режиссёр Юрий Маляцкий
- 1977 — Чайка[итал.] (ТВ) (Италия), режиссёр Марко Беллоккьо
- 1978 — Мой ласковый и нежный зверь (по повести «Драма на охоте»), режиссёр Эмиль Лотяну; «Мосфильм»
- 1978 — Хористка (СССР), режиссёр Александр Муратов (Дебют режиссёра)
- 1978 — Вишнёвый сад / Il giardino dei ciliegi (ТВ) (Италия), режиссёр Карло Баттистони
- 1978 — Вишнёвый сад / El jardín de los cerezos (Мексика), режиссёр Гонсало Мартинес Ортега[исп.]
- 1978 — Палата № 6 / Paviljon VI (Югославия), режиссёр Лучиан Пантилие
- 1978 — Оратор / El orador (Испания), режиссёр Хосе Антонио Рангуа
- 1978 — Добрый доктор / The Good Doctor (ТВ) (США), режиссёр Джек О’Брайэн[англ.] (мюзикл по пьесе Нила Саймона и рассказам А. П. Чехова)
- 1978 — Вредное воздействие брака / Oi vlaveres synepeies tou gamou (ТВ) (Греция), режиссёр Костас Бакас
- 1978 — Узник / Il prigioniero (ТВ) (Италия), режиссёр Альдо Лодо
- 1978 — Чайка / The Seagull (ТВ) (Великобритания), режиссёр Майкл Линдсей-Хогг[англ.] (сериал BBC Пьеса месяца)
- 1978 — Юбилей / Le jubilée (ТВ) (Франция), режиссёр Джеральд Томас[фр.] (сериал «Малый театр Антенны 2»)
- 1979 — Дачная жизнь (ТВ) (СССР), режиссёр Павел Резников (телеспектакль по мотивам рассказов А. П. Чехова)
- 1979 — Чайка / La mouette (ТВ) (Франция), режиссёр Жак Дохен
- 1979 — Рассказ неизвестного человека / Erzählung eines Unbekannten (ТВ) (ФРГ), режиссёр Петер Фогель
- 1979 — Вишнёвый сад / Cseresznyéskert (ТВ) (Венгрия), режиссёр Карой Эстергайош
- 1979 — Три сестры / Drie Zusters (ТВ) (Нидерланды), режиссёры Ганс Кройсет[нидерл.], Рууд Кирс
- 1979 — Дядя Ваня / Zio Vanja (ТВ) (Италия), режиссёр Марио Миссироли[итал.]
- 1979 — Дядя Ваня / Onkel Wanja (ТВ) (ФРГ), режиссёр Дитер Гизинг[нем.]
- 1980 — Три года (ТВ) (СССР), режиссёры Дмитрий Долинин, Станислав Любшин
- 1980 — Рассказы о любви (ТВ) (СССР), режиссёр Артур Войтецкий (рассказы «На пути», «Осенью», «В ссылке»)
- 1980 — Три сестры / Les trois soeurs (ТВ) (Франция), режиссёр Жан-Мари Колдефи[фр.]
- 1980 — Бенефициар / The Beneficiary (Великобритания), режиссёр Карло Геблер[англ.]
- 1980 — Водевиль / Vodevilul (ТВ) (Румыния)
- 1981 — Рассказ неизвестного человека (СССР), режиссёр Витаутас Жалакявичюс
- 1981 — Леший (мини-сериал в постановке театра имени Евгения Вахтангова) (СССР), режиссёры Евгений Симонов, Владимир Семаков
- 1981 — История одной любви (ТВ) (СССР), режиссёр Артур Войтецкий (рассказы «О любви», «Муж», «На балу»)
- 1981 — Ванька Жуков (ТВ) (СССР) — кукольный мультфильм киностудии «Киевнаучфильм», режиссёр Леонид Зарубин.
- 1981 — Вишнёвый сад / The Cherry Orchard (ТВ) (Великобритания), режиссёр Ричард Эйр
- 1981 — Вишнёвый сад / La cerisaie (ТВ) (Франция), режиссёр Питер Брук
- 1981 — Иванов (телеспектакль артистов МХАТа) (СССР), режиссёры Сергей Десницкий, Олег Ефремов
- 1981 — Иванов / Ivanov (ТВ) (Италия), режиссёр Франко Джиральди
- 1981 — Три сестры / The Three Sisters (ТВ) (Великобритания), режиссёр Тревор Нанн
- 1981 — Тень / Cien (ТВ) (Польша), режиссёр Анджей Домалик[итал.]
- 1981 — Дядя Ваня / Ujka Vanja (ТВ) (Югославия), режиссёр Владимир Церич
- 1982 — Скучная история / Nieciekawa historia (Польша), режиссёр Войцех Хас
- 1982 — Степь / La steppe (Франция). Режиссёр Жан-Жак Горон[фр.].
- 1982 — Лебединая песня / Schwanengesang (ТВ) (ГДР), режиссёр Ульрих Энгельманн
- 1982 — Три сестры / Kolme sisarta (ТВ) (Финляндия), режиссёр Туйя-Майя Нисканен[фин.]
- 1982 — Три сестры / Tri sestre (ТВ) (Югославия), режиссёр Александр Джорджевич
- 1982 — Чайка / La gaviota (ТВ) (Испания), режиссёр Мануэль Колладо (сериал «Студия 1»)
- 1982 — Шведская спичка / Švédská zápalka (ТВ) (Чехословакия), режиссёр Иржи Свобода[чеш.]
- 1982 — Анюта (ТВ) (фильм-балет) (СССР), режиссёры Александр Белинский, Владимир Васильев; композитор Валерий Гаврилин (по рассказу «Анна на шее»)
- 1983 — Поцелуй (ТВ) (СССР), режиссёр Роман Балаян
- 1983 — Кое-что из губернской жизни (ТВ) (СССР), режиссёр Борис Галантер (по мотивам водевилей и рассказов Антона Павловича Чехова «Предложение», «Юбилей», «Свадьба», «Ниночка», «Неосторожность», «Психопаты», «Трагик поневоле» и других произведений писателя).
- 1983 — Человек в футляре (СССР), режиссёр Леонид Зарубин
- 1983 — Вишнёвый сад (ТВ) (СССР) (телеспектакль в постановке Государственного академического Малого театра СССР), режиссёры Игорь Ильинский, Борис Конухов
- 1983 — Вишнёвый сад / Die kersietuin (ТВ) (ЮАР), режиссёр Стефан Баувер
- 1983 — Три года / Tre anni (мини-сериал) (Италия), режиссёр Сальваторе Ноцита[итал.]
- 1984 — Невероятное пари, или Истинное происшествие, благополучно завершившееся сто лет назад (ТВ) (СССР), режиссёр Владимир Мотыль (по мотивам рассказов «Жилец», «Из воспоминаний идеалиста», «Пари», «Неосторожность», «На мельнице», «Сапожник и нечистая сила»)
- 1984 — Огни (СССР), режиссёр Соломон Шустер
- 1984 — Злой мальчик (телеспектакль по рассказам А. П. Чехова) (СССР), режиссёр Тамара Павлюченко.
- 1984 — Из жизни земского врача (ТВ) (СССР), режиссёр Лев Цуцульковский (телеспектакль по рассказам «Случай из практики», «Враги», «Неприятность», «Беглец»).
- 1984 — Три сестры (ТВ) (СССР) (телеспектакль в постановке Московского художественного академического театра им. Горького), режиссёр Сергей Десницкий
- 1984 — Три сестры (ТВ) (ГДР), режиссёр Томас Лангхофф[нем.]
- 1984 — Медведь / Björnen (ТВ) (Швеция), режиссёр Бернт Калленбо[швед.]
- 1984 — Медведь / Der Bär (ФРГ), режиссёр Дон Аскарян
- 1985 — Володя большой, Володя маленький (ТВ) (СССР), режиссёр Вячеслав Криштофович
- 1985 — Медведь / Medved (ТВ) (Чехословакия), режиссёр Бернт Калленбо[чеш.]
- 1986 — Дядя Ваня (телеспектакль) (СССР), режиссёры Георгий Товстоногов, Евгений Макаров
- 1986 — Чайка / Die Seemeeu (ТВ) (ЮАР), режиссёр Стефан Баувер
- 1986 — Драма на охоте / Dráma a vadászaton (Венгрия), режиссёр Карой Эстергайош
- 1986 — Ведьма / Vestica (ТВ) (Югославия), режиссёр Мирослав Зиванович
- 1986 — Три сестры / Drei Schwestern (ТВ) (ФРГ)
- 1987 — Очи чёрные (СССР, Италия), режиссёр Никита Михалков (по мотивам нескольких рассказов А. П. Чехова, включая «Даму с собачкой»)
- 1987 — Отель «Франция» (Франция), режиссёр Патрис Шеро (по пьесе «Безотцовщина»)
- 1987 — Добрый доктор / El bon doctor (ТВ) (Испания), режиссёры Francesc Nel·lo, Pere Planella (мюзикл по пьесе Нила Саймона и рассказам А. П. Чехова)
- 1987 — Палата № 6 (ТВ) (Польша), режиссёр Кшиштоф Грубер[пол.]
- 1987 — Вишнёвый сад / O Jardim das Cerejas (ТВ) (Португалия)
- 1987 — После театра / Depois do Teatro (Португалия), режиссёр Мануэль Виллаверде
- 1987 — Иванов / Ivanov (ТВ) (Югославия), режиссёр Здравко Шотра[серб.]
- 1987 — Сапоги / Boty (ТВ) (Чехословакия), режиссёр Ладислав Рихман[серб.]
- 1987 — Лебединая песня / El canto del cisne (ТВ) (Испания), режиссёр Мануэль Агуадо (сериал «Человеческий голос»)
- 1988 — Чёрный монах (СССР) (ФРГ), режиссёр Иван Дыховичный
- 1988 — Чайка (СССР) — телеспектакль Липецкого областного драматического театра имени Л. Н. Толстого, режиссёр Владимир Пахомов
- 1988 — Чайка / Måsen (ТВ) (Швеция), режиссёр Бьёрн Меландер[швед.]
- 1988 — Страх и любовь / Paura e amore (Франция, Италия, ФРГ), режиссёр Маргарета фон Тротта (по мотивам пьесы «Три сестры»)
- 1989 — Свадьба / Lakodalom (ТВ) (Венгрия), режиссёр Андраш Эри-Ковач (сериал «Телевизионный музыкальный театр»)
- 1989 — Три сестры (СССР), режиссёр Юрий Любимов (телеспектакль в исолнении актёров Театра на Таганке)
- 1990 — Ныне прославится сын человеческий (СССР), режиссёр Артур Войтецкий (По мотивам рассказов А. П. Чехова «Архиерей», «Княгиня», «Святою ночью»)
- 1990 — Иванов / Ivanov (ТВ) (Франция), режиссёр Арно Селиньяк[фр.]
- 1990 — Три года[фр.] (Франция), режиссёр Фабрис Казенёв[фр.]
- 1990 — Рассказ о конце жизни (Чехословакия). режиссёр Иван Балада[чеш.]
- 1990 — Ариадна / Ariadna (Германия), режиссёр Йохен Рихтер[нем.]
- 1990 — Дядя Ваня / Zio Vania di Anton Cechov (ТВ) (Италия), режиссёр Антонио Салинес[итал.]
- 1990 — Чайка / Theater: Die Möwe (ТВ) (Германия)
- 1991 — Городок / Kasba (Индия), режиссёр Кумар Шахани, по повести «В овраге»
- 1991 — Три сестры / Les tres germanes (ТВ) (Испания), режиссёр Пьер Роман[исп.]
- 1991 — Три сестры / A három növér (ТВ) (Венгрия), режиссёр Андор Лукач
- 1991 — дядя Ваня / Uncle Vanya (ТВ) (Великобритания), режиссёр Грегори Мошер[англ.]
- 1991 — Непорядочная / Nepocestná (ТВ) (Чехословакия), режиссёр Йиржи Крейчик
- 1991 — Медведь / I arkouda (ТВ) (Греция), режиссёры Стаматис Хондрояннис, Gavriela Papaefthymiou
- 1991 — Хроника позднего вечера / Chronique d’une fin d’après-midi (ТВ) (Франция), режиссёр Пьер Роман[исп.]
- 1992 — Господи, прости нас, грешных (Украина), режиссёр Артур Войтецкий (по мотивам повести А. П. Чехова «В овраге»)
- 1992 — Милостивые государи (ТВ) (Россия), режиссёр Николай Александрович (По рассказам А. П. Чехова «Месть», «Баран и барышня», «Хористка», «Княгиня»).
- 1992 — Вишнёвый сад (ТВ) (Россия), режиссёры Леонид Трушкин, Сергей Балатьев (телеспектакль в постановке Московского «Театра Антона Чехова» с участием приглашённых артистов из других театров)
- 1992 — Черешневый сад / Il giardino dei ciliegi (Италия), режиссёр Антонелло Аглиоти[исп.] (по мотивам пьесы А. П. Чехова «Вишнёвый сад»)
- 1992 — Иванов / Ivanov (ТВ) (Португалия), режиссёр Хорхе Листопад[порт.]
- 1992 — Лебединая песня[англ.] (ТВ) (Великобритания), режиссёр Кеннет Брана
- 1991 — Чайка (СССР), режиссёр П. Дмитриев (по мотивам пьесы «Чайка»
- 1993 — Если бы знать… (Россия), режиссёр Борис Бланк (свободная фантазия на тему пьесы А. П. Чехова «Три сестры»).
- 1993 — А чой-то ты во фраке? (ТВ) (Россия), режиссёр Иосиф Райхельгауз (мюзикл по пьесе А. П. Чехова «Предложение»). Музыка Сергея Никитина
- 1993 — Вишнёвый сад (Россия), режиссёр Анна Чернакова
- 1993 — Три сестры / Las tres hermanas (ТВ) (Аргентина), режиссёр Мартин Клутет[исп.] (сериал «Высокая комедия»)
- 1994 — Ваня на 42-й улице / Vanya On 42nd Street (США), режиссёр Луи Маль (Современная экранизация пьесы А. Чехова «Дядя Ваня»)
- 1994 — Колечко золотое, букет из алых роз (Россия), режиссёр Дмитрий Долинин (по повести «В овраге»)
- 1994 — Деревенская жизнь / Country Life (Австралия), режиссёр Майкл Блейкмор[англ.] (по пьесе А. П. Чехова «Дядя Ваня», но с перенесением действия в Австралию сразу после Первой мировой войны)
- 1994 — Три сестры (Россия), режиссёр Сергей Соловьёв
- 1994 — Дядя Ваня / Onkel Vanja (ТВ) (Швеция), режиссёр Бьёрн Меландер[швед.]
- 1994 — Каштанка (Россия), режиссёр Анатолий Васильев
- 1995 — На днях на дамбе / Neulich am Deich (Германия), режиссёр Янек Рике[нем.]
- 1996 — Несут меня кони… (Россия), режиссёр Владимир Мотыль (по мотивам рассказов А. П. Чехова)
- 1996 — Август / August (Великобритания), режиссёр Энтони Хопкинс (по пьесе «Дядя Ваня». Действие перенесено в Уэльс).
- 1996 — Хам / The Boor (Канада), режиссёр Йен Томпсон (по пьесе «Медведь»)
- 1997 — Дядя Ваня / Vujko Vanja (ТВ) (Македония), режиссёр Дуско Наумовски
- 1997 — Три сестры (Россия), режиссёр Олег Ефремов (телеспектакль в постановке актёров МХТ им. А.Чехова).
- 1998 — Чехов и Ко (Россия), режиссёры Зиновий Ройзман, Дмитрий Брусникин, Александр Феклистов (сериал по рассказам А. П. Чехова)
- 1998 — Шёпот / The Whisper (Великобритания), режиссёр Уилли Кристи[англ.]
- 1998 — Платонов / Platonow. Akt pominiety (ТВ) (Польша), режиссёр Ежи Яроцкий (сериал «Телевизионный театр») (по пьесе «Безотцовщина»)
- 1998 — Чайка (Россия), режиссёры Константин Антропов, Владимир Драгунов (телеспектакль артистов Малого театра)
- 1999 — Вишнёвый сад / La Cerisaie (Греция, Кипр, Франция), режиссёр Михалис Какоянис
- 1999 — Агата / Agáta (Чехия), режиссёр Дан Крамес
- 1999 — Свадьба / Les épousailles (Франция), режиссёр Пьер Фильмон
- 1999 — Юбилей в банке / Aniversário no Banco (ТВ) (Португалия), режиссёры Фернандо Вендрелл[порт.], Антонио Дж. Пиреш
- 1999 — Нина / Nina (Италия), режиссёр Марко Беллоккьо
- 2000 — Темп для трагических актёров / Speed for Thespians (США), режиссёр Кальман Эппл (по мотивам пьесы «Медведь»)
- 2000 — Мёртвые глаза / Olhos Mortos (Бразилия), режиссёр Карлос Августо де Оливейра
- 2000 — Закулисные истории / Historie zakulisowe (ТВ) (Польша), режиссёр Збигнев Запасиевич (сериал «Телевизионный театр») (по мотивам рассказов А. П. Чехова «После бенефиса», «Мститель», «Сапоги» и других)
- 2001 — Первая любовь / All Forgotten (Великобритания, США), режиссёр Реверж Анселмо (по мотивам повести И. С. Тургенева «Первая любовь» и рассказа А. П. Чехова «Жена»
- 2001 — Переворот / Upheaval (США), режиссёр Итамар Кубови
- 2001 — Из дневника помощника бухгалтера / Dal diario di un Aiuto Contabile (Италия), режиссёр Роберто Пачини[итал.]
- 2001 — Чайка (Россия), режиссёры Олег Ефремов, Николай Скорик (телеспектакль артистов МХАТа)
- 2001 — Варька (Россия), режиссёры Ю. Лаптев, М. Вайсберг (по рассказу А. П. Чехова «Спать хочется»)[2].
- 2002 — Три дня дождя / Three Days of Rain (США), режиссёр Майкл Мередит[англ.] (Сюжет основан на шести рассказах Антона Павловича Чехова, действие которых было перенесено в современный Кливленд).
- 2002 — Чеховские мотивы (Украина, Россия), режиссёр Кира Муратова (Вольная экранизация произведений Чехова — рассказа «Тяжелые люди» и неоконченной пьесы «Татьяна Репина»).
- 2002 — Алхимия / Alchimie (США), режиссёр Анна Кондо
- 2002 — Три сестры / Three Sisters, режиссёр Дон Кент[фр.]
- 2002 — Чайка / The Seagull (Видео) (США), режиссёр Дж. Бреттон Труэт
- 2002 — Дом у озера / Wekande Walauwa (Шри-Ланка), режиссёр Лестер Джеймс Перьес[англ.] (по пьесе «Вишнёвый сад»)
- 2003 — О любви (Россия), режиссёр Сергей Соловьёв. (Фильм снят по произведениям Антона Чехова «Доктор», «Медведь», «Володя»).
- 2003 — Малышка Лили / La petite Lili (Франция, Канада), режиссёр Клод Миллер. (Сюжет основан на пьесе Антона Павловича Чехова «Чайка»).
- 2003 — Без тебя[швед.] (Швеция), режиссёр Мартен Клингберг[швед.]. (Сюжет основан на пьесе Антона Павловича Чехова «Чайка»).
- 2003 — Чрезмерные мелочи: Драма / Nadmerné malickosti: Drámo (ТВ) (Чехия), режиссёр Роман Вавра (по мотивам рассказов А. П. Чехова)
- 2004 — Рагин (Россия, Австрия), режиссёр Кирилл Серебренников (по повести «Палата № 6»)
- 2004 — Каштанка (мультфильм) (Россия), режиссёр Наталья Орлова
- 2004 — Страх, (Россия), режиссёр Герман Дюкарев
- 2004 — Злой мальчик (Россия), режиссёр Константин Виноградский
- 2004 — Три сестры / Three Sisters (ТВ) (Великобритания), режиссёр Майкл Сэмюэлс[англ.]
- 2004 — Дядя Ваня / Onkel Wanja (ТВ) (Германия) режиссёр Барбара Фрей
- 2004 — Юбилей / Das Jubiläum (Германия), режиссёр Клаус Шарбоннье
- 2004 — Предложение руки и сердца / La petición de mano (Испания), режиссёр Бен Темпле (по пьесе «Предложение»)
- 2004 — Чайка / Gabbiani (Италия), режиссёр Франческа Аркибуджи
- 2004 — О вреде табака / O stetnosti duvana (ТВ) (Сербия и Черногория), режиссёр Петар Зек
- 2004 — Тоска / Gram (Германия), режиссёр Дэниэл Лэнг
- 2004 — Хамелеон / Kameleon (ТВ) (Сербия и Черногория), режиссёр Миливое Милошевич (сериал «Смешные и другие сцены»)
- 2005 — Чайка (Россия), режиссёр Маргарита Терехова
- 2005 — Чайка (телеспектакль актёров Ленкома), режиссёр Марк Захаров
- 2005 — Сёстры / The Sisters (США), режиссёр Артур Аллан Сайделман (по мотивам пьесы А. П. Чехова «Три сестры»)
- 2006 — Канитель (Россия), режиссёр Пётр Амелин
- 2006 — Вишнёвый сад (ТВ) (Россия) (телеспектакль актёров театра «Современник»), режиссёр Галина Волчек
- 2006 — Вишнёвый сад / El jardín de los cerezos (ТВ) (Испания), режиссёр Мануэль Арман
- 2006 — Три поцелуя[фин.] (ТВ) (Финляндия), режиссёр Матти Иджас[фин.] (по мотивам рассказа «Человек в футляре»)
- 2006 — Накануне Осени (Россия), режиссёр Александр Белов (дипломная работа по пьесе «Безотцовщина»)
- 2006 — Шуточка (Россия), Режиссёр Екатерина Гроховская
- 2007 — После полудня[фр.] (Германия), режиссёр Ангела Шанелек (по мотивам пьесы «Чайка»)
- 2007 — Анюта / Anyuta (Франция), режиссёр Юджин Израйлит
- 2007 — Крыжовник / Gooseberries (США), режиссёр Кристофер Комптон
- 2007 — Человек чести / A Man of Honor (США), режиссёр Татьяна Збировская
- 2008 — Пари (Россия), режиссёр Наталья Петрова
- 2008 — Сад (Россия), режиссёр Сергей Овчаров (по пьесе «Вишнёвый сад»).
- 2008 — Стреляй немедленно! (Россия), режиссёр Виллен Новак (по мотивам пьесы «Медведь»)
- 2009 — Палата № 6 (реж. К. Шахназаров, А. Горновский; «Мосфильм»)
- 2009 — Очумелов (Россия) (мультфильм, режиссёр Алексей Дёмин) (по рассказу «Хамелеон»)
- 2009 — Тоска / Tuga (Сербия), режиссёр Александр Джурович
- 2009 — Закулисная история / Backstage Story (США), режиссёр Юрий Шапочка (по рассказу «Антрепренёр под диваном»)
- 2009 — Два газетчика: Неправдоподобная история / Two Newspapermen: An Untruthful Story (США), режиссёр Джениа Старцева
- 2010 — Беззаконие (мультфильм, режиссёр Наталья Мальгина)
- 2010 — Белолобый (мультфильм, режиссёр Сергей Серёгин)
- 2010 — Сын прокурора спасает короля (мультфильм)
- 2010 — Человек в пенсне (мультфильм), режиссёр Павел Сухих
- 2010 — Иванов (фильм, режиссёр Вадим Дубровицкий)
- 2010 — Вишнёвый сад / Visnový sad (ТВ) (Чехия), режиссёры Jan Brichcín, Владимир Моравек
- 2011 — Вишнёвый сад (телеспектакль актёров Ленкома), режиссёр Марк Захаров
- 2011 — Вишнёвый сад/The Cherry Orchard Национальный театр в прямом эфире (Великобритания), режиссёр Ховард Дейвис[англ.]
- 2011 — Брак через 10-15 лет/Marriage in 10-15 Years' Time (США) режиссёр Эрнест Гудман
- 2011 — Гость/The Guest (США), режиссёр Эрнест Гудман
- 2011 — Анюта/Anyuta (США) режиссёр Carlos Daniel Flores
- 2011 — Красная луна/Red Moon (США), режиссёр Diana Cignoni
- 2011 — Три года (Россия), режиссёр Аня Мирохина (Экранизация отрывка из одноимённой повести А. П. Чехова)
- 2012 — У каждого свой Чехов (альманах) (Украина) (Справка, режиссёр Людмила Соколова; Элемент трусости, режиссёр Александр Драглюк; Горькие предубеждения, режиссёр Виктор Тросин; Драма без кофе и сигарет, режиссёр Максим Фирсенко; Post scriptum, режиссёр Анастасия Храмова)
- 2012 — Чайка/La mouette (ТВ) (Франция)
- 2012 — Два газетчика (Россия), режиссёр Владимир Сахнов
- 2012 — Ребёнок (Россия), режиссёр Алексей Вакулов (по мотивам рассказа «Спать хочется»)
- 2012 — Хористка, (Россия), режиссёр Руми Шоазимов
- 2013 — Охотник, (США), режиссёр Эшли Ленц
- 2013 — Иванов (видео) (Португалия), режиссёр Сержо Грациано
- 2013 — Анюта/Anyuta (США), режиссёр Joselito Seldera
- 2013 — Варька (Россия), режиссёр Пётр Олевский
- 2013 — Дорогая собака, режиссёр Ефим Банчик
- 2013 — На подводе (Россия), режиссёр Юрий Титов
- 2013 — Дни и ночи (США), режиссёр Кристиан Камарго (по мотивам «Чайки»)
- 2013 — Тёмная история (Россия), режиссёр Вера Водынски (по мотивам «Вишнёвого сада»)
- 2014 — Лишённый наследства/The Disinherited (США), режиссёр Джей Шейб (по мотивам пьесы «Платонов»)
- 2014 — Три сестры/Tri sestre (Сербия). режиссёр Андреа Ада Лазич.
- 2014 — Зимняя спячка/Kis Uykusu (Турция, Франция, Германия), режиссёр Нури Бильге Джейлан) (по мотивам рассказов «Жена» и «Хорошие люди»)
- 2014 — Оно может пройти сквозь стену/Trece si prin perete (Румыния), режиссёр Раду Жуде (по мотивам рассказа «В сарае»)
- 2014 — Переполох (Россия), режиссёры Пётр Шумин, Александр Оксас, Глеб Мильян
- 2014 — Предмет обожания (Россия, Беларусь), режиссёр Олег Базилов
- 2015 — Три сестры/Les trois soeurs (ТВ) (Франция), режиссёр Валерия Бруни-Тедески
- 2015 — Агафья/Agafia (ТВ) (Франция), режиссёр Жан-Пьер Моки
- 2015 — Платонов (ТВ) (Германия), режиссёр Андреас Морелль[нем.]
- 2015 — Дневник одного старика (Франция), режиссёр Бернар Эмон[англ.] (по повести «Скучная история»)
- 2015 — Радость (Россия), режиссёр Наркас Искандарова
- 2016 — Людоеды (Франция) режиссёр Леа Фенер
- 2016 — Джокер (Россия), режиссёр Александр Каурых (по мотивам ранних рассказов А. П. Чехова)
- 2016 — Хористка / The Chorus Girl (США), режиссёр Korinne Meier
- 2016 — Маша / Masha (США), режиссёры Бриттани Фалардо, Габриела Гомез
- 2016 — До свидания / Do Svidaniya (США), Режиссёры Дениза Юхос, Джерри ДиЛео
- 2016 — Ведьма (Россия), режиссёр Ульяна Жмурко
- 2017 — Три сестры (фильм, режиссёр Юрий Грымов)
- 2017 — Дядя Ваня / Onkel Wanja (ФРГ), режиссёр Анна Мартинес
- 2018 — Чайка (фильм, режиссёр Майкл Майер)
- 2018 — Хулиган / The Boor (США), режиссёр Дженни Берлин
- 2018 — На чужбине (Россия), режиссёр Михаил Черных
- 2018 — После Анюты / After Anyuta (Франция, США, Великобритания), режиссёр Клеми Кларк
- 2018 — Иванов (Россия), режиссёр Тимофей Кулябин
- 2019 — Бузел (Россия) режиссёр Евгений Кузьменко
- 2019 — Вишнёвый сад (Россия), режиссёр Лев Додин
- 2019 — Вишнёвый сад (Россия) Театр имени Пушкина, режиссёр Владимир Мирзоев
- 2019 — Споткнуться (Россия), режиссёр Александр Золотухин
- 2020 — Дядя Ваня (Великобритания), режиссёр Иэн Риксон
- 2021 — Спать хочется (Россия), режиссёр Оксана Морочковская
- 2021 — Платонов  (Россия), режиссёр Полина Подобед
- 2022 — Предложение / Anton Chekhov’s the Proposal (США), режиссёр Тео Кумбис
- 2022 — Злоумышленник (Россия), режиссёр Илья Храмов
- 2022 — Чёрный монах / Le Moine Noir (Франция), режиссёр Кирилл Серебренников